# 黃鰭普提魚
黃鰭普提魚，又稱黃鰭狐鯛，為輻鰭魚綱鱸形目隆頭魚亞目隆頭魚科的其中一種，分布於澳洲南部及紐西蘭海域，棲息深度157-250公尺，本魚背鰭與臀鰭的頂端後緣圓的;尾鰭截形略圓; 體上方紅色，腹面白色並有兩個大的白色斑塊在側線上面、在背鰭的刺狀下; 胸鰭鮮黃色，背鰭硬棘12枚;背鰭軟條10-12枚;臀鰭硬棘3枚;臀鰭軟條11-12枚，體長可達36.8公分，棲息在礁石區，生活習性不明，可作為食用魚。

## 擴展閱讀
維基物種上的相關：黃鰭普提魚